# Lernut
Lernut (en arménien Լեռնուտ) est une communauté rurale du marz de Shirak en Arménie. En 2008, elle compte 222 habitants.